# 職業安全健康局
職業安全健康局（英語：Occupational Safety and Health Council），簡稱「職安局」，原稱「職業安全健康促進局」，是香港政府於1988年根據香港法例第398章《職業安全健康局條例》成立的香港法定機構，負責提高香港的職業安全健康水平，以讓僱員可在健康且安全的環境下工作。其運作經費來自僱員補償保險徵款、開辦訓練課程所得的學費和提供顧問服務等收入來源。

## 行政管理
歷任主席
- 1988年至1991年：何世柱 先生[3]
- 1991年至1992年：唐有洪 先生[3]
- 1992年至1999年：梁秉中 先生[3]
- 1999年至2007年：伍達倫 先生[3][4][5][6]
- 2007年至2011年：李啟明 先生[7]
- 2011年至2017年：黃天祥 先生[8][9][10]
- 2017年至2023年：陳海壽 先生[11][12][13]
- 2023年至今：蒙德揚 先生[14]

歷任副主席
- 1988年至1991年：唐有洪 先生[15]
- 1991年至1992年：梁秉中 先生[15]
- 1992年至1995年4月27日：張曾基 先生[15]
- 1995年4月28日至1999年：伍達倫 先生[16][15]
- 1999年至2001年：陳家駒 先生[15]
- 2001年至2007年：李啟明 先生[4][15]
- 2007年至2011年：蔡偉石 先生[7]
- 2011年至2017年：陳海壽 先生[8][9][10]
- 2017年至2021年：陳永安 先生[11][12]
- 2021年至2023年：蒙德揚 先生[13]
- 2023年至今：林楚賢 先生[14]

歷任總幹事
- 1989年至1991年：黃任賢 先生[3]
- 1992年至1997年：葉玉麟 先生[3]
- 1997年至2014年：鄧華勝 先生[3][17]
- 2014年至今：游雯 女士[17][18]

## 局徽釋義
1989年下旬，職安局舉行了一個局徽設計比賽，最終當局採用了冠軍鄧偉雄構思的設計。圖徽主要呈綠色，代表工業安全與健康。兩旁為張開的手掌，而兩隻手掌中間的綠色圓點代表人頭，下方為一個白色十字。整個圖案寓意職安局進行推廣與傳送工作，兩隻手掌包含了所有行業都在職安局工作範圍之內的意思。

## 組織架構
職業安全健康局由10多位成員組成，悉數由行政長官委任。局方成員包括僱主代表、僱員代表、專業和學術界人士以及政府代表。當中主席、副主席各1名，政府部門首長1名（勞工處處長）。其餘兩名政府代表為發展局政務職系人員（通常為首席助理秘書長或總助理秘書長）和政府化驗師。局內最高決策層，即大會，下設審核、財務及行政、宣傳、教育及訓練、研究、職業安全健康員工參與計劃評審、中小型企業職安健資助計劃、化學品安全及健康諮詢、職業健康諮詢、安全社區諮詢、香港安健認證計劃督導、職安健星級企業-回收再造業職安健提升計劃督導、提升建造業及物業管理業職安健督導、建造業安全及健康督導以及職安健創新及資訊科技共15個專責委員會。另外跟行業安全與健康相關的委員會遍及以下行業：
- 飲食業及旅遊
- 建造業
- 醫護服務業
- 進出口貿易及批發零售
- 物流貨運業
- 印刷、資訊及通訊
- 機電業及機械裝置服務
- 物業管理、環境衛生及回收業
- 文職及專業服務業

當職業安全健康局討論政策後，由總幹事負責統籌秘書處去執行。

## 發展歷史

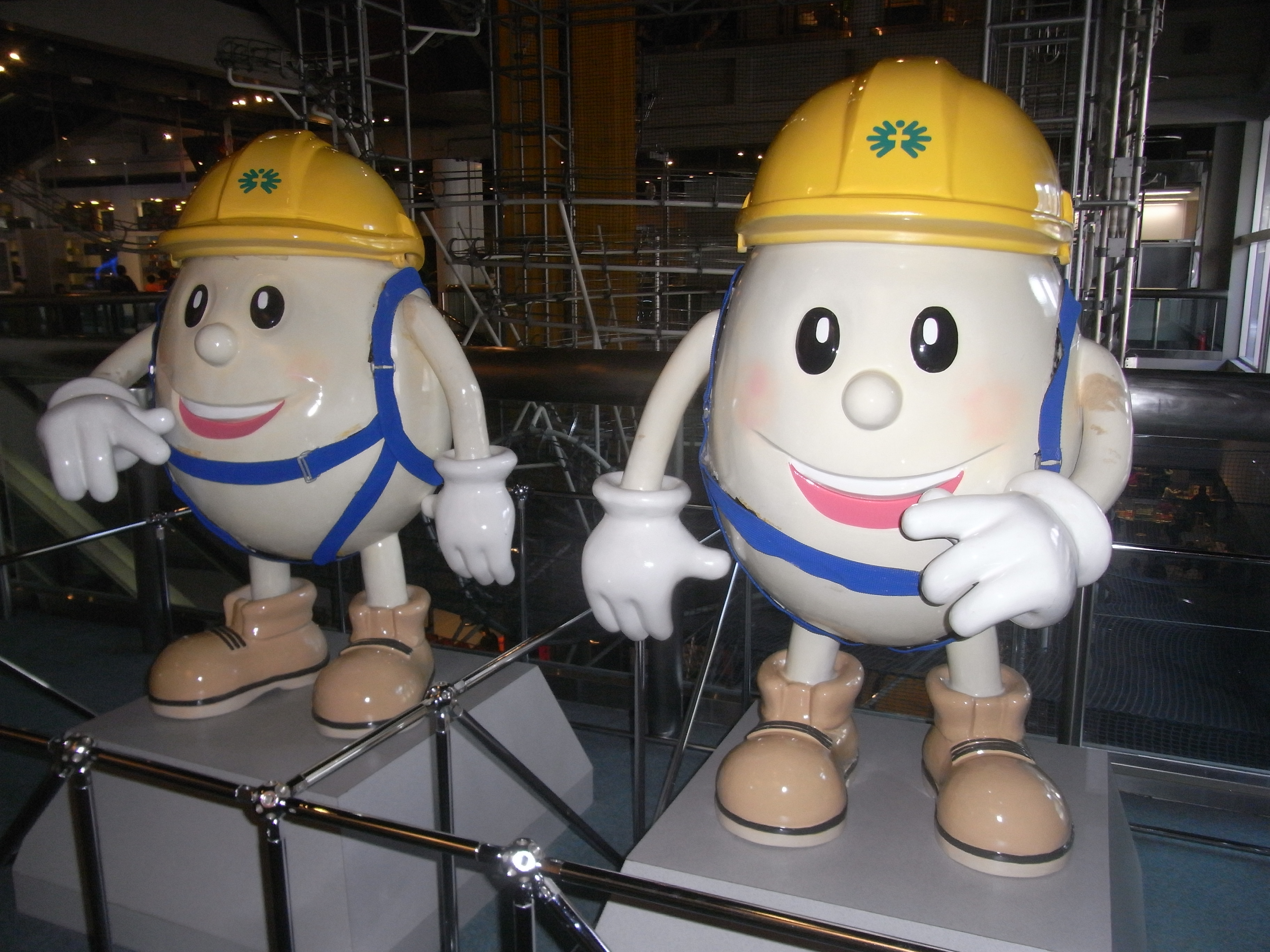
職安局其中一個推廣工業安全的吉祥物

香港早年沒有就工業類別安全及健康制訂專門法例。到了1964年，勞工處成立工廠督察科宣揚工業安全訊息。而後於1970年代，政府陸續通過1971年的《工廠及工業經營（木工機械）條例》、1972年的《工廠及工業經營（電解鉻工序）條例》、1974年的《建築地盤（安全）規例》等多條法例，旨在提升工作場所的安全及健康標準。為了遏止工業意外日益嚴重的趨勢，英國工黨政治家 Alfred Robens 於1972年向英國國會呈交一份報告書（Robens Report），內容提到僱主、僱員及政府三方面需要共同努力才能建立安全、健康的工作環境。於是勞工處顧問李能翰（Anthony John Linehan）於1976年建議政府成立一個專責職業安全健康的機構。而政府亦接納了李氏的建議，並著勞工顧問委員會在1978年成立由僱主、僱員、政府及學術或專業機構代表組成的工業安全及預防意外委員會，同時舉行了首次全港職安論壇。
此後有關委員會從不同方向，如編製安全操作守則及小冊子、舉辦安全工作比賽，去傳達安全工作的重要性。至1985年代表勞工界別的立法局議員躋身議會，他們把職業健康和安全議題帶入議會討論之中。勞工處又於1987年將工業安全及預防意外委員會易名為工業安全及健康委員會，令職業安全健康局的籌備工作邁進一步。隨著立法局於1988年7月21日通過 《職業安全健康促進局條例》，職業安全健康促進局 （後更名為職業安全健康局）於同年8月22日正式成立。成立至今一直都不具備監察與執行法例的功能。
營運初年，職安局借用勞工處位於中環的辦公室作為臨時辦公地點。1989年4月改為租用尖沙咀金馬倫道怡興大廈14樓，分部辦事處設於金巴利道35號金巴利中心1樓（1995年正式購入該地址用作該局的教育及資訊中心）。直到1999年基於場址不敷應用，職安局獲立法會通過撥款，共花費3800萬元購置物業作總辦事處新址 ─ 北角馬寶道28號華匯中心（現址已發展為總辦事處（19樓）兼職安健訓練中心（18樓））。此外，職安局於2000年設立首個職安健戶外訓練中心，位處啟德機場舊址。4年後把中心遷到觀塘鴻圖道，以繼續辦理實習或訓練課程。至2011年得到政府批准，改建青衣公立學校舊址為職安健學院，並於2011年8月落成啟用。學院新址設多個互動教室，還有不同類型、模擬多種行業工作環境的實習訓練場地。
國際上，職安局的貢獻已獲國際認可。其2000年牽頭成立的屯門區及葵青區安全社區於2003年被世界衛生組織正式確認為國際安全社區。此前於2000年與該組織簽署結盟成為全球第六個兼亞洲首個安全社區支援中心。

## 工作職能

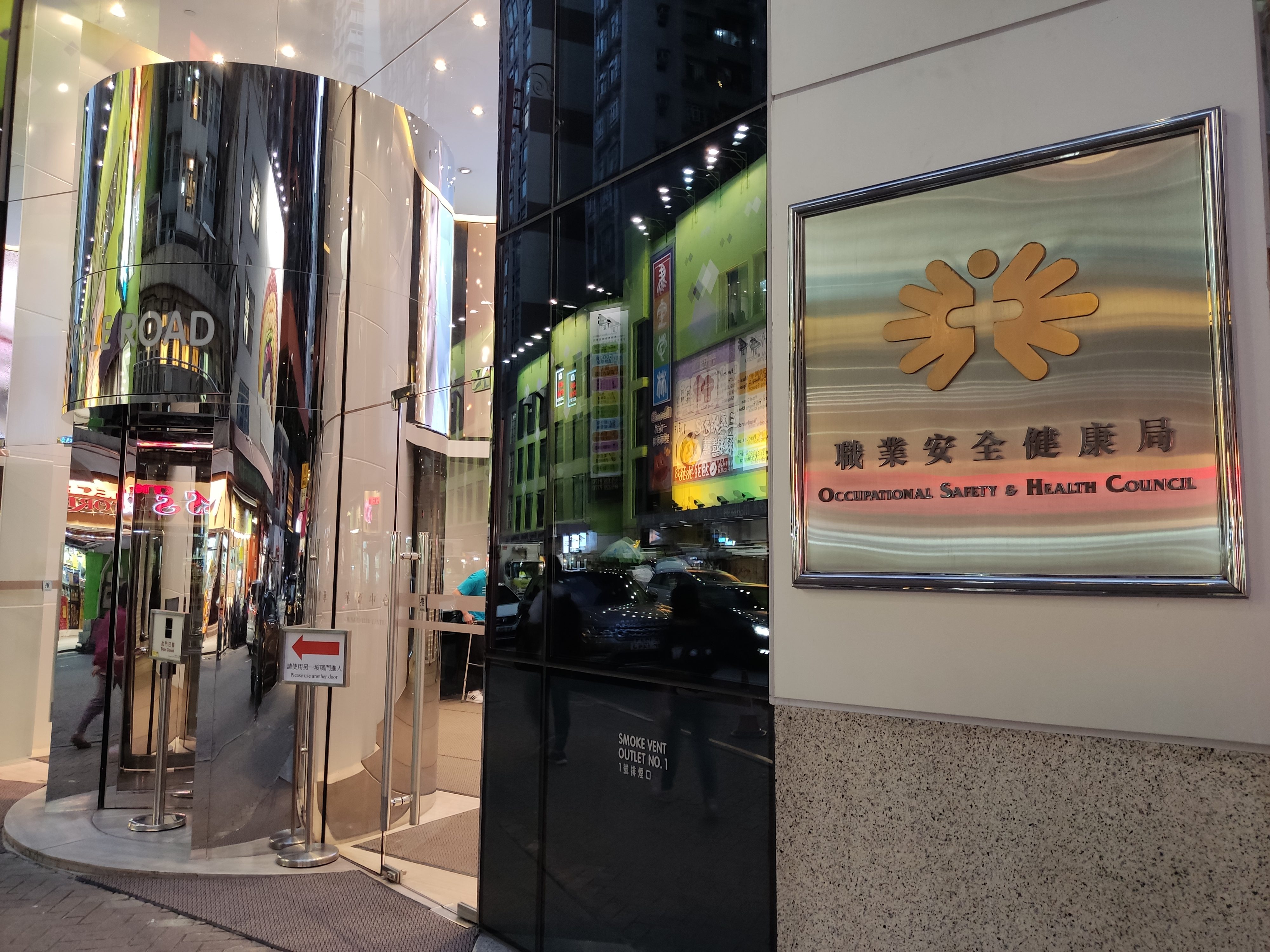
職安局總辦事處設於北角華匯中心，1999年6月啟用。

職安局以教育、訓練、宣傳幾方面作為運作重點。服務對象涵蓋青少年、在職人士和僱主層面。具體而言，局方會推廣職安意識、協助從業員維持持續專業發展，還會透過「綠十字會」為企業給予諮詢意見，以讓他們建立良好的安全管理系統。一如其他公營諮詢組織，職安局都會定期進行策略性調查 / 研究。除此之外，也跟香港本地、中國內地和世界各地的職安健事務組織 / 機會合作，培育職安文化。

## 活動與訓練
由1988年開始，職安局舉辦了多項推廣職安信息的活動或計劃，諸如職業健康嘉年華、職業安全健康週、安全健康博覽、職安健大使計劃、問答比賽、建造業安全周、綠十字日 / 職業安全健康日等等。除了定期善用大眾傳媒（即報章、電視節目、電台節目）、應用程式與網上平台渠道作宣傳之外，亦出版雜誌《綠十字》、單張一類宣傳刊物，加強公眾對職安健的認識。
職安局自運作以來開辦了多個訓練課程，投身職場人士可接受進一步的培訓。1999年，局方聯同香港城市大學專業進修學院和英國樸茨茅斯大學合辦首屆遙距函授職業安全健康碩士學位課程。發展至現在所辦的課程包括一般職業安全及健康、職業安全健康督導員、職業安全與健康管理、新技能提升、工業操作等多個文憑 / 證書項目。

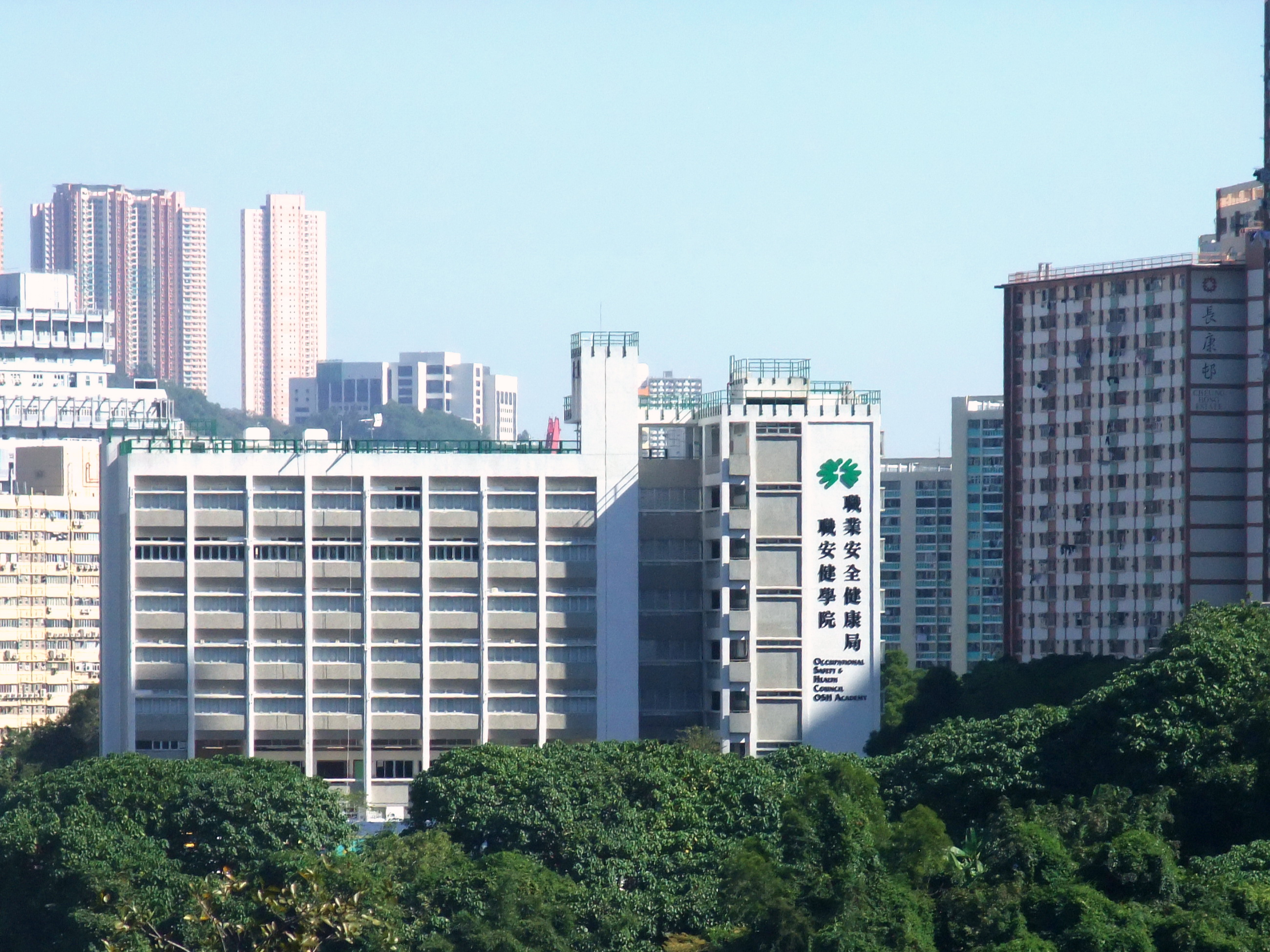
位於青衣涌美路的職安健學院前身是青衣公立學校的校舍。校舍於1984年啟用，2008年交還予政府重新決定用途。職安健學院院內設職安健資訊中心及職安局安全稽核管理辦公室。

## 外部連結
- 職業安全健康局的Facebook專頁
- 職業安全健康局 Occupational Safety & Health Council YouTube 頻道